# Trigonostemon ionthocarpus
Trigonostemon ionthocarpus är en törelväxtart som beskrevs av Airy Shaw. Trigonostemon ionthocarpus ingår i släktet Trigonostemon och familjen törelväxter. Inga underarter finns listade i Catalogue of Life.